# Вечерняя Заря (Дмитровский район)
Вече́рняя Заря́ — посёлок в Дмитровском районе Орловской области. Входит в состав Друженского сельского поселения.

## География
Расположен в 5 км к северу от Дмитровска на левом берегу реки Малая Локна, напротив посёлка Краснокалиновский. Высота населённого пункта над уровнем моря — 220 м.

## История
В 1926 году в посёлке было 27 дворов, проживало 138 человек (62 мужского пола и 76 женского). В то время Вечерняя Заря входила в состав Друженского сельсовета Волконской волости Дмитровского уезда. С 1928 года в составе Дмитровского района. После упразднения Друженского сельсовета   посёлок вошёл в состав Рублинского сельсовета. В 1937 году в посёлке было 26 дворов. 
Во время Великой Отечественной войны, с октября 1941 года по август 1943 года, находился в зоне немецко-фашистской оккупации. 12 августа 1943 года бой за освобождение посёлка вёл 373-й артиллерийский полк 175-й стрелковой дивизии, а 13 августа — 75-й отдельный сапёрный батальон 15-й стрелковой дивизии.
По данным 1945 года в посёлке действовал колхоз «Вечерняя Заря». После упразднения Рублинского сельсовета посёлок был возвращён в состав восстановленного Друженского сельсовета.

## Население
| 1926 | 1979 | 2002 | 2010 |
| ---- | ---- | ---- | ---- |
| 138  | ↘45  | ↘25  | ↘7   |